# Intel 8212

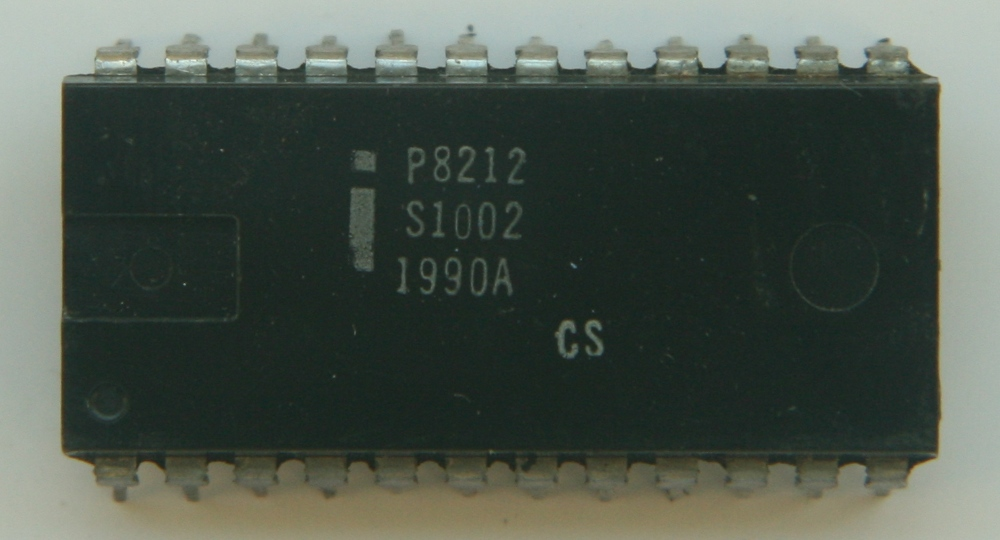
P8212 der Firma Intel

Der Intel 8212 ist ein Ein-/Ausgabe-Baustein, der für die Intel-8080/8085-Prozessoren entwickelt wurde. Der Baustein wird im 24-Pin-DIL-Gehäuse geliefert. Er wurde u. a. an NEC und Siemens lizenziert. Er bietet als Hauptfunktion ein 8-Bit-Latch und ein Interrupt-Anforderungs-Flipflop.
Für die Intel-8086/8087/8088/8089-Prozessoren wurde der 8282 als reines 8-Bit-Latch im 20-Pin-DIL-Gehäuse entwickelt.

## Nachbauten
Ein tschechoslowakischer Nachbau des Intel 8212 ist der in den 1980er Jahren von der Firma Tesla a.s. unlizenziert hergestellte Chip namens Tesla MH3212, der u. a. im IQ 151 verwendet wurde. Vom VEB Halbleiterwerk Frankfurt (Oder) wurde der Intel 8212 als DS8212D hergestellt.

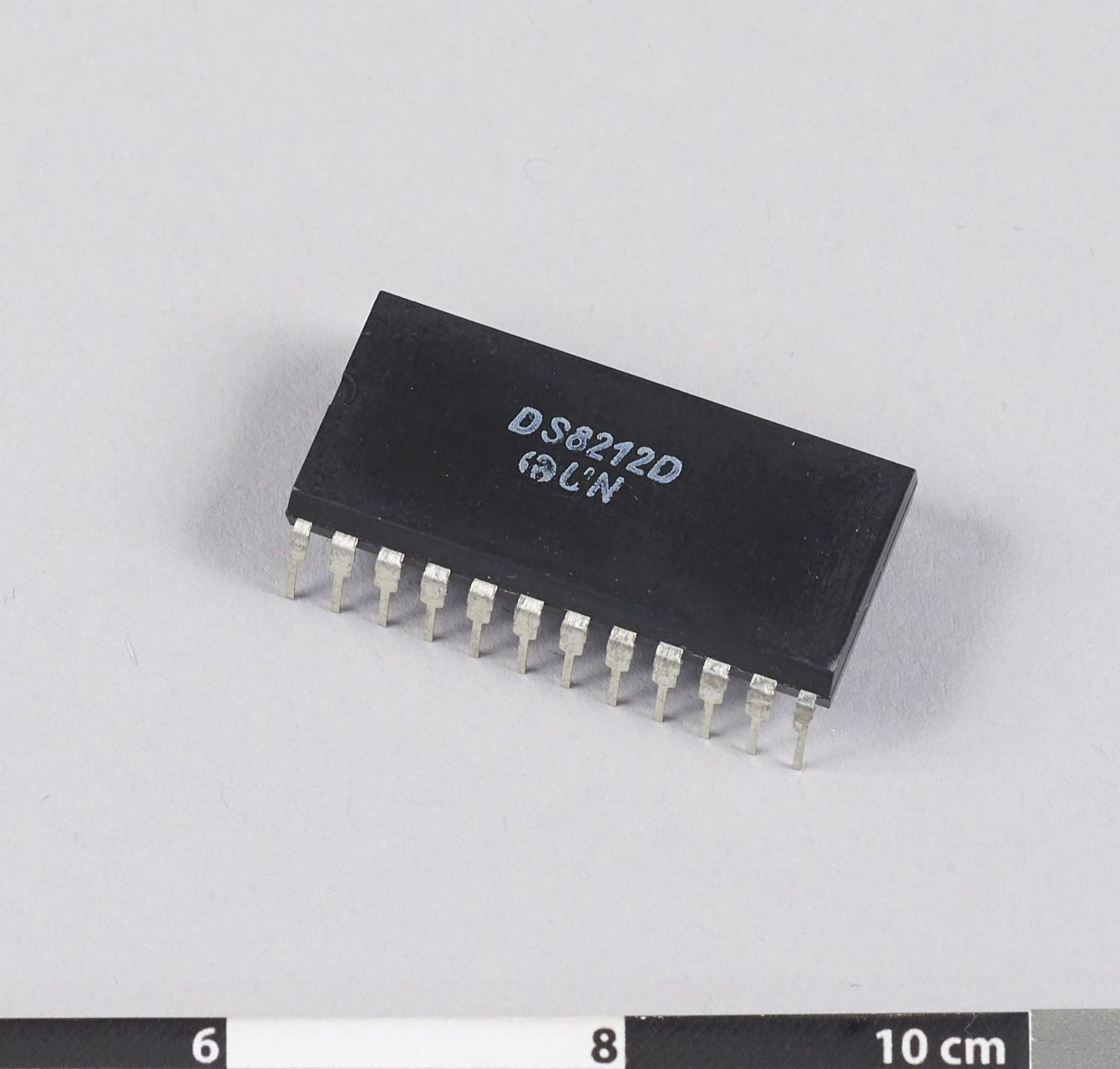
HFO DS8212D im Deutschen Museum
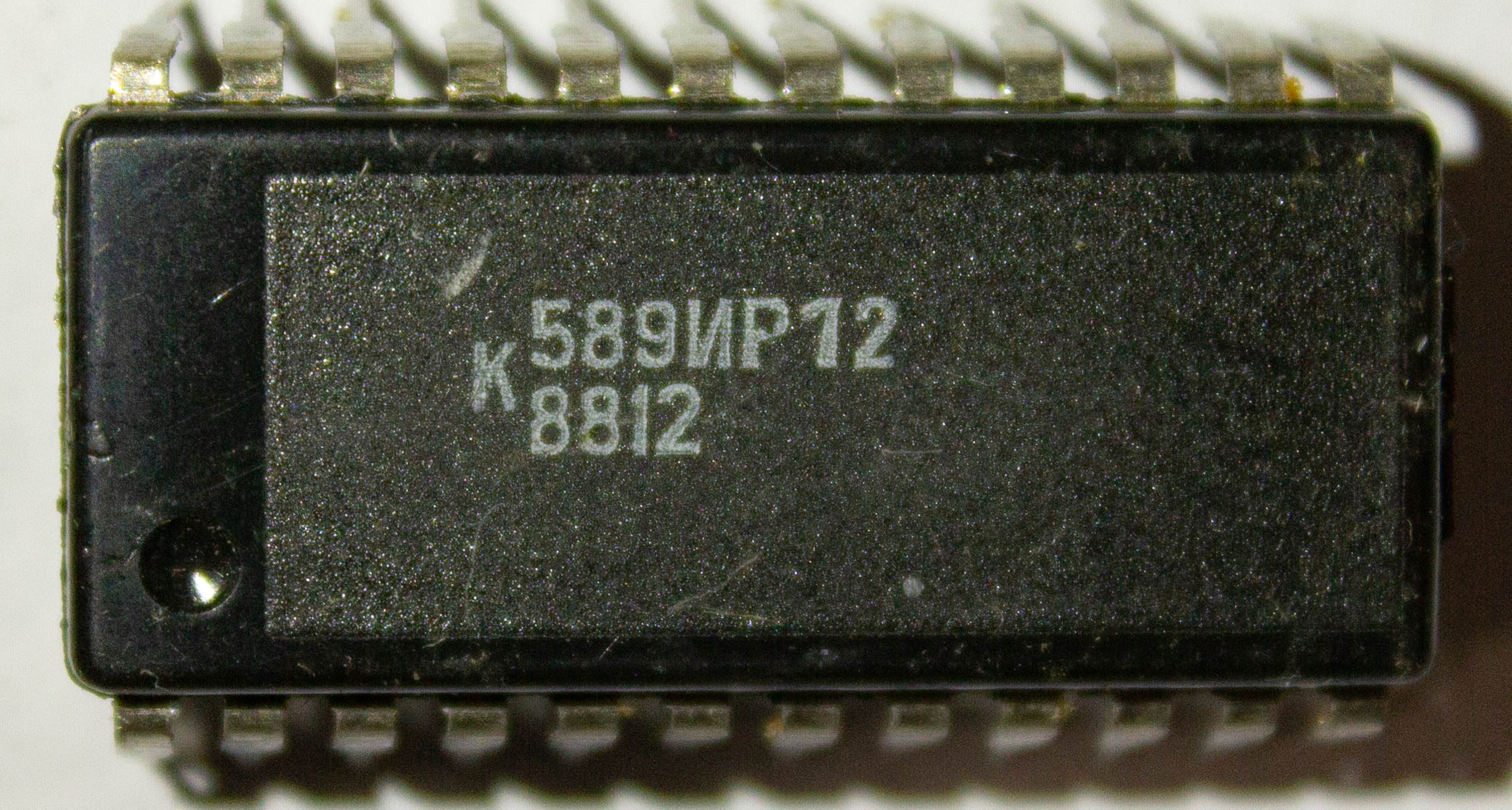
Äquivalenter Schaltkreis K589IR12 aus sowjetischer Produktion